# Cikawao (Pacet)
Cikawao is een bestuurslaag in het regentschap Bandung van de provincie West-Java, Indonesië. Cikawao telt 8712 inwoners (volkstelling 2010).